# Uwe Hohn
Uwe Hohn (ur. 16 lipca 1962 w Rheinsbergu) – wschodnioniemiecki lekkoatleta, oszczepnik. Rekordzista świata - jako pierwszy i jedyny w historii rzucił oszczepem ponad 100 metrów (104,80 m - 20 lipca 1984 roku w Berlinie). Ukończył studia w Instytucie Kultury Fizycznej. W latach kariery zawodniczej był oficerem Armii Ludowej NRD.

## Kariera zawodnicza
Już w wieku 15 lat Hohn został mistrzem Spartakiady Młodzieży NRD. W 1979 roku ponownie zwyciężył w tych zawodach. W roku 1981 Hohn został mistrzem Europy juniorów. Wygrał także zawody przyjaźni. Rok 1982 to kolejny sukces - z wynikiem 91,34 m zdobył tytuł mistrza Europy na zawodach w Atenach. Wiosną 1984 r. pobił rekord Europy wynikiem 99,52 m na zawodach w Poczdamie, bijąc poprzedni rekord, należący do Węgra Ferenca Paragi o 280 cm. Tym samym zbliżył się do rekordu świata Amerykanina Toma Petranoffa, który wynosił wówczas 99,72 m. W lipcu tegoż roku, podczas zawodów Olimpische Tag w Berlinie posłał oszczep na odległość 104,80 m.

## Progresja wyników
| Rok           | 1975  | 1976  | 1977  | 1978  | 1979  | 1980  | 1981  | 1982  | 1983     | 1984   |  |
| Odległość (m) | 41,92 | 54,58 | 63,52 | 72,76 | 74,06 | 85,52 | 86,56 | 91,34 | kontuzja | 104,80 |  |

## Po zakończeniu kariery
Uwe Hohn po zakończeniu kariery był między innymi trenerem. Jednym z jego zawodników był najlepszy polski oszczepnik przełomu XX i XXI wieku Dariusz Trafas.

## Życie osobiste
W 1983 roku Uwe Hohn wziął ślub i posiada dwójkę dzieci. Ma 1,98 metra (6 stóp 6 cali) wzrostu, a jego waga w trakcie zawodów wynosiła 112 kg.